# Perfect Summer
Perfect Summer – album kompilacyjny grupy muzycznej Blue Lagoon, wydany 11 czerwca 2010 roku przez wydawnictwo muzyczne Kosmo Records. Album zawiera 20 największych przebojów zespołu, w tym single „Break My Stride” oraz „Heartbreaker”.
Pierwotnie pierwszym singlem promującym album miał zostać cover przeboju Cata Stevensa „Wild World”, jednakże mimo jego obecności na niemieckiej liście przebojów Germany Singles Top 100, utwór nie znalazł się na ostatecznej wersji płyty.

## Lista utworów
Opracowano na podstawie materiału źródłowego.
1. „Isle of Paradise”
2. „Everything I Own”
3. „Break My Stride”
4. „Stop That Train”
5. „Biscuit”
6. „Far Away Holiday”
7. „I Won't Let You Down”
8. „The Best”
9. „Girlie Girlie”
10. „Do You Really Want to Hurt Me?”
11. „Heartbreaker”
12. „Oxygen”
13. „You Don't Love Me (No, No, No)”
14. „Now That We Found Love”
15. „Silent Revolution”
16. „Beautiful Day”
17. „Sentimental Fools”
18. „Love is the Key”
19. „What Becomes of the Broken Hearted”
20. „You”